# Prebrojiv skup
Prebrojiv skup je takav skup A takav da postoji bijekcija
{\displaystyle f:A\to N}
Time kazujemo da je skup ekvipotentan sa skupom prirodnih brojeva). Kardinalnost skupa prirodnih brojeva nosi naziv alef nula i formalni zapis je 
{\displaystyle k(N)=\aleph _{0}}